# Friedrich Heinrich Hohenzollern
Wilhelm Ernst Alexander Friedrich Heinrich Hohenzollern (ur. 15 lipca 1874 w Hanowerze, zm. 13 listopada 1940 w Stroniu Śląskim) – książę pruski (Prinz von Preußen), właściciel dóbr klucza strońskiego.

## Życiorys
Urodził się w 1874 r. w Hanowerze jako najstarszy syn księcia pruskiego Albrechta Hohenzollerna młodszego (1837–1906), posiadacza wielu dóbr na terenie Dolnego Śląska i jego żony Marii z Saksonii-Altenburga. Był wnukiem i spadkobiercą Marianny Orańskiej. Miał dwóch braci: Joachima Albrechta (1876–1939) i Friedricha Wilhelma (1880–1925). Według prawa dziedziczenia jemu przypadła ziemia kamieniecka, wraz z tzw. kluczem strońskim.
Wykazał się dużym wkładem w rozwój gospodarczy południowo-wschodniej części ziemi kłodzkiej, powszechnie lubiany przez poddanych za opiekę nad ludnością. Z jego funduszy wybudowano m.in. ewangelickie kościoły: św. Krzyża w Międzygórzu (1911) i Zmartwychwstania Pańskiego w Stroniu Śląskim (1913) oraz sprowadzono diakonisy do miejscowego zakładu opiekuńczego. Doprowadził gospodarkę leśną regionu do rozkwitu.
Odznaczał się wyjątkowym wzrostem (mierzył ponad 2 m). Nigdy się nie ożenił, a w 1907 r. po obyczajowym skandalu kręgu Eulenburga na tle homoseksualnym zrezygnował z nadania mu godności komandora pruskich joannitów, którą mógł objąć po ojcu. Zmarł bezpotomnie, a z jego śmiercią linia Albrechta Hohenzollerna wygasła po mieczu. Majątek przeznaczył w testamencie trzem córkom najmłodszego brata Fryderyka Wilhelma (1880–1925), co jednak nie zostało zrealizowane ze względu na zmianę granic państwowych po II wojnie światowej. Friedrich Heinrich zmarł 13 listopada 1940 w Stroniu Śląskim i został pochowany w mauzoleum w parku. Po śmierci Friedricha Heinricha, pałac w Kamieńcu, według wcześniejszej umowy między stronami, odziedziczył syn księcia Henryka, wnuk cesarza i króla Prus Fryderyka III, Waldemar (1889–1945).